# Пиеро Скоти
Пиеро Скоти на италиански: Piero Scotti е бивш пилот от Формула 1. Роден на 11 ноември 1909 г. във Флоренция, Италия.

## Формула 1
Пиеро Скоти прави своя дебют във Формула 1 в Голямата награда на Белгия през 1956 г. В световния шампионат записва 1 състезания като не успява да спечели точки, състезава се с частен Коно.